# 蘇屋
蘇屋（英語：So Uk）是香港九龍西北部的深水埗區長沙灣北部的一個地方名稱，以青山道與其分界。東南面則與李鄭屋連接，以長發街分界，北面則與沙田區尖山連接，以大埔道及呈祥道分界。該處原是蘇姓的人的屋村。現時其範圍除了包括最主要的蘇屋邨以外，還包括李鄭屋邨、保安道及青山道一帶的地方。不過現時根據區議會的分界圖，原來屬於蘇屋的地方，除了包括現時的蘇屋選區及李鄭屋選區以外，其餘地方都被劃入了寶麗選區及龍坪選區。現時一般人所指的蘇屋，已縮窄至單單指蘇屋邨及其鄰近地方，甚至視蘇屋及李鄭屋為長沙灣一部分，而不再視其為獨立的地方，與深水埗區內菴由、元洲、塘尾情況相似。
區內的明愛醫院已有數十年的歷史，一直以來都是深水埗區的主要醫院。
港鐵現在的長沙灣站也是鄰近蘇屋的範圍，因此在規劃時曾稱為「蘇屋站」，但因為這與一般人所指的蘇屋（即蘇屋邨）有一段距離，最後在通車前改為現稱。

## 區議會議席分佈
| 年度/範圍                                                    | 2000-2003  | 2004-2007  | 2008-2011    | 2012-2015              | 2016-2019              | 2020-2023    |
| ------------------------------------------------------------ | ---------- | ---------- | ------------ | ---------------------- | ---------------------- | ------------ |
| 呈祥道至大埔道交匯處以南至明愛醫院為止                       | 荔枝角選區 | 荔枝角選區 | 荔枝角北選區 | 荔枝角北選區           | 荔枝角北選區           | 荔枝角北選區 |
| 呈祥道大埔道交匯處範圍、明愛醫院、保安道、長發街             | 蘇屋選區   | 蘇屋選區   | 蘇屋選區     | 元州及蘇屋選區的一部分 | 元州及蘇屋選區的一部分 | 蘇屋選區     |
| 長發街、呈祥道大埔道交匯處範圍、大埔道近樂年花園範圍、保安道 | 李鄭屋選區 | 李鄭屋選區 | 李鄭屋選區   | 李鄭屋選區             | 李鄭屋選區             | 李鄭屋選區   |

註：以上主要範圍尚有其他細微調整（包括編號），請參閱有關區議會選舉選區分界地圖及條目。